# Сельское поселение «Нуринск»
Сельское поселение «Нуринск» (бур. Нуринскын hомон) — муниципальное образование в составе муниципального района «Могойтуйский район» Агинского Бурятский округа в Забайкальском крае Российской Федерации.
Административный центр сельского поселения — село Нуринск.
В состав сельского поселения входит три населённых пункта:
1. село Нуринск;
2. село Ерама;
3. село Зунор.

## География
Территория — 1619 га. Представляет собой равнины и плоскогорья.

## Население
| 2010 | 2011 | 2012 | 2013 | 2014 | 2015 | 2016 |
| ---- | ---- | ---- | ---- | ---- | ---- | ---- |
| 871  | ↘867 | ↘845 | ↗853 | ↘846 | ↗858 | ↘843 |
| 2017 | 2018 | 2019 | 2020 | 2021 |      |      |
| ↘836 | ↘816 | ↘790 | ↘754 | ↗770 |      |      |

## Власть
Глава сельского поселения — Филиппов Иван Владимирович.

## Транспорт
Ближайшая железнодорожная станция — Оловянная, находится в 20 км севернее села Нуринск.

## Экономика
- ГУСП «Нуринский» Сибирского военного округа (мясо-молочное животноводство, овощеводство (выращивание картофеля и овощей)) число работников в 2005 году — 224 человека[15][16].

## Социальная сфера
В административном центре есть средняя школа, детский сад, Дом культуры, библиотека, гостиница, фельдшерско-акушерский пункт, столовая и баня.